# Zátopové území

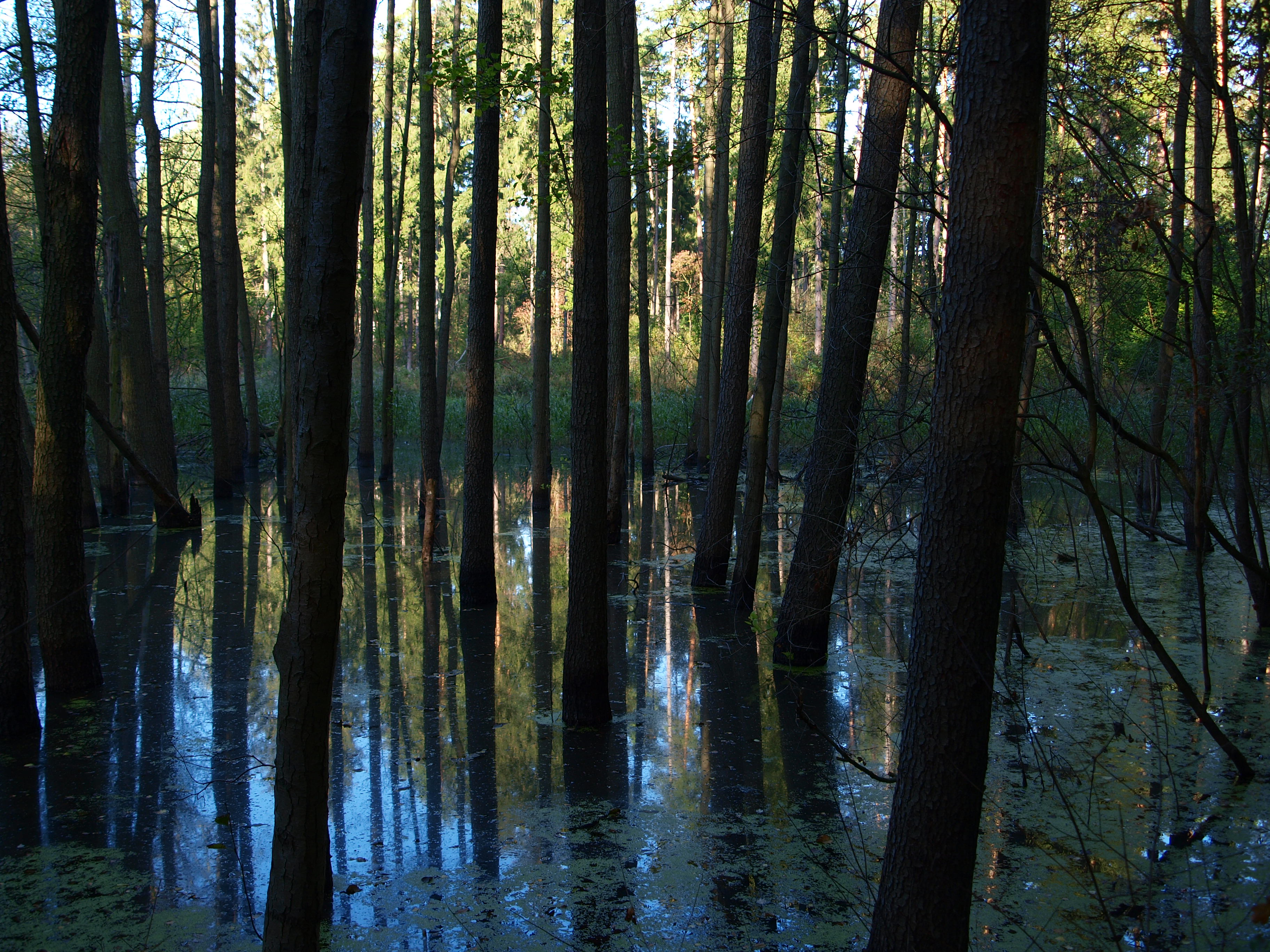
Zaplavený lužní les

Zátopové území neboli inundace je část území v okolí vodních toků (říční niva), které je periodicky zaplavované zvýšenými (povodňovými) průtoky. Tyto periodické rozlivy v přirozené (člověkem nepozměněné) části nivy jsou velmi významné pro zdejší biologickou rozmanitost (biodiverzitu).